# Andreas Fröhlich
Andreas Fröhlich (* 11. Juli 1965 in West-Berlin) ist ein deutscher Schauspieler, Synchron-, Hörbuch-, Hörspiel- und Off-Sprecher sowie Rezitator. Auch war er zudem von 1995 bis 2007 als Synchronregisseur und Dialogbuchautor tätig. Bekannt wurde Fröhlich vor allem durch seine Rolle des dritten Detektivs Bob Andrews in der seit 1979 erscheinenden Europa-Hörspielserie Die drei ???. Als Interpret von Hörbüchern, insbesondere in den Genres der Phantastik sowie der Kinder- und Jugendliteratur, gewann er mit Beginn der 2000er Jahre zunehmend an Popularität. Mehrere seiner Produktionen werden auf der Hörbuchbestenliste geführt. Für seine Lesung Doppler des norwegischen Schriftstellers Erlend Loe erhielt er 2010 den Deutschen Hörbuchpreis. Andreas Fröhlich ist die deutsche Feststimme von John Cusack und Edward Norton. In der Kategorie „Herausragendes Synchrondrehbuch“ wurde er für Der Herr der Ringe: Die zwei Türme im Jahr 2003 mit dem Deutschen Preis für Synchron ausgezeichnet. Fröhlich bezeichnet sich selbst als Hörspieler.

## Leben und Wirken

### Hörspiele

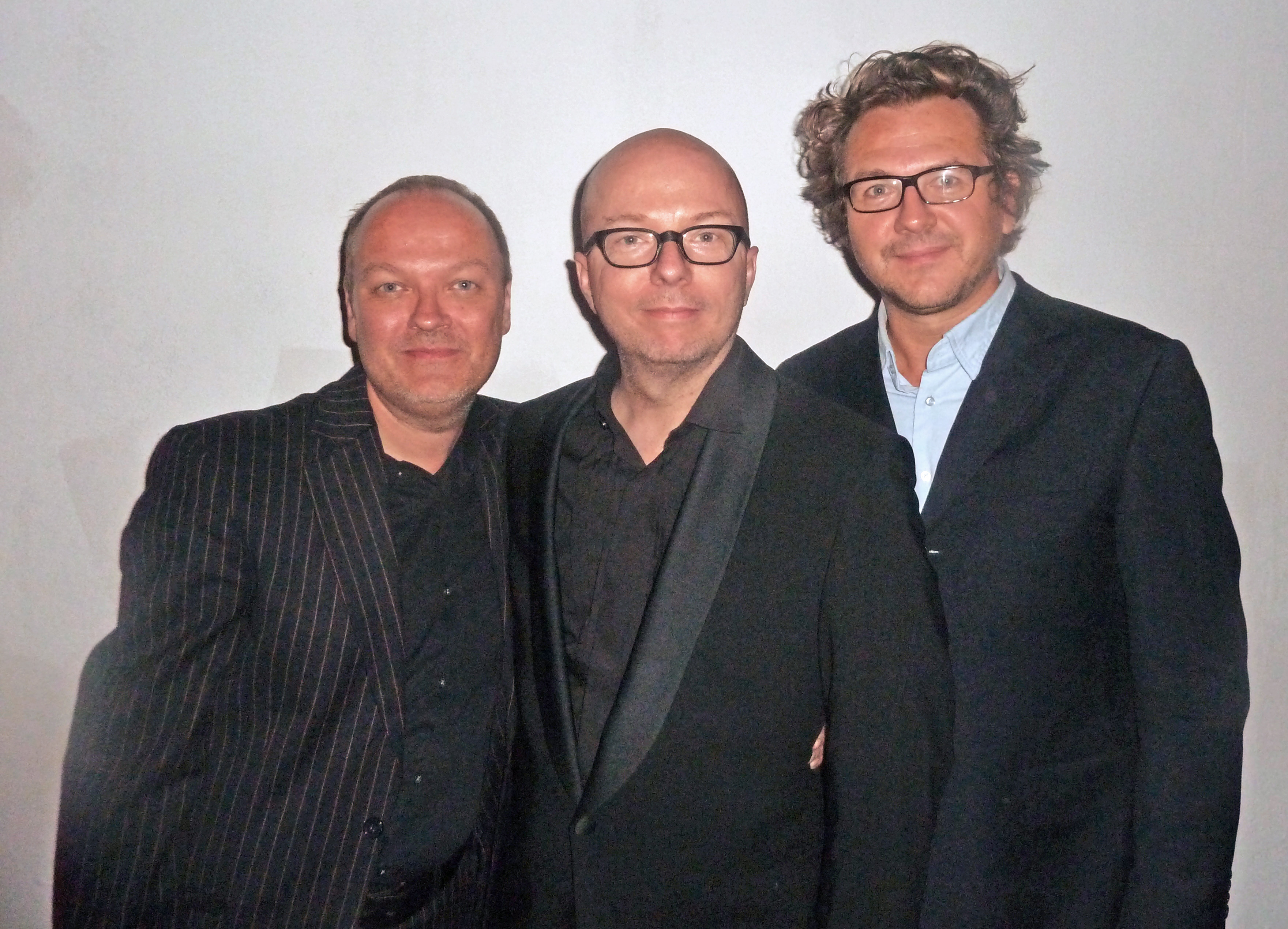
Jens Wawrczeck, Oliver Rohrbeck und Andreas Fröhlich (v. l. n. r., 2011)

Andreas Fröhlich besuchte das Wald-Gymnasium in Berlin und begann nach seinem Schulabschluss eine Schauspielausbildung, die er jedoch nicht beendete. Im Alter von sieben Jahren wurde er im Kinderchor des Senders Freies Berlin entdeckt und etablierte sich in der dortigen Hörspiel-Redaktion innerhalb kurzer Zeit als Kinderstimme. Nach ersten Hörspielrollen unter der Regie von Kurt Vethake und Ulli Herzog wurde er im Jahr 1978 für die Hörspielserie Die drei ??? engagiert. Seitdem ist Fröhlich neben Oliver Rohrbeck als Justus Jonas und Jens Wawrczeck als Peter Shaw in allen bisherigen Folgen des zum Kult avancierten Hörspielklassikers in der Rolle des dritten Detektivs Bob Andrews zu hören. Unter dem Programmtitel Master of Chess bestritt Fröhlich mit seinen Kollegen in den Jahren 2002 und 2003 eine bundesweite Tournee, im Rahmen derer eine Hörspielfolge live inszeniert wurde. Im Oktober 2004 schloss sich anlässlich des 25-jährigen Jubiläums der Serie mit der ersten Folge Der Superpapagei ein Auftritt in der ausverkauften Color Line Arena in Hamburg an. Eine neue Bühnenfassung mit dem Titel Die Drei Fragezeichen und Der seltsame Wecker – live and ticking führte das Trio dreißig Jahre nach Erscheinen der Debütfolge im Herbst 2009 erneut an diverse Spielstätten in Deutschland. Das Publikum ehrte das Ensemble mit stehenden Ovationen. Im August 2010 überboten sie in der Berliner Waldbühne mit mehr als 15.000 Zuschauern den eigenen Weltrekord als größtes Live-Hörspiel. In Anlehnung an ihre im Rahmen der Tournee gezeigte Duettparodie veröffentlichten Fröhlich und Wawrczeck im Anschluss eine Coverversion des 1973 erschienenen Schlagers Worte, nur Worte von Dalida und Friedrich Schütter. Mit weiteren Produktionen, in denen es zu einer Zusammenarbeit zwischen den drei Sprechern kam, darunter den von Lauscherlounge Records publizierten Lesungen Drei Geschichten, Drei Erzählungen und Drei Märchen, war Andreas Fröhlich in den Jahren 2006 und 2008 ebenfalls live auf deutschen Bühnen zu sehen. Einen Cameo-Auftritt absolvierte er in der Hörspiel-Parodie Die Ferienbande als Erster.
Darüber hinaus wirkte Fröhlich unter anderem in den Hörspielfassungen zu Henning Mankells Romanen Die Rückkehr des Tanzlehrers (2003) und Vor dem Frost (2003) sowie Bram Stokers Werk Dracula (2004) und John Polidoris Kurzgeschichte Der Vampyr (2004) mit. Für seine Darstellung des unter dem Burnout-Syndrom leidenden Werbefachmanns Marcus Wennmann im Hörspiel helden:tot wurde Fröhlich mit dem Ohrkanus 2007 als „Bester Sprecher in einer Hauptrolle“ ausgezeichnet und für den Deutschen Hörbuchpreis 2008 als „Bester Interpret“ nominiert.
Seit 2008 fungiert Andreas Fröhlich als Erzähler in der Neuauflage der Europa-Hörspielserie Hui Buh sowie in der Kriminalreihe Wallander des Hörverlags in München.

### Hörbücher
Mit Beginn der 2000er Jahre etablierte sich Fröhlich auch auf dem Hörbuchmarkt. Seitdem hat er seinen Tätigkeitsschwerpunkt in diesen Bereich verlagert. Er interpretiert überwiegend Fantasy- sowie Kinder- und Jugendliteratur. Zu seinen bislang bekanntesten Lesungen dieser Genres zählen Christopher Paolinis Vierteiler Eragon und Kai Meyers Arkadien-Reihe, Wellenläufer-, Wolkenvolk- und Sturmkönige-Trilogie. Aus letzterer stammt der Roman Dschinnland, für den Fröhlich in der Kategorie „Beste Lesung (Kinder / Jugendliche)“ mit dem Ohrkanus 2008 ausgezeichnet wurde. Neben weiteren Fantasyproduktionen wie Im Bann der Masken von Isabel Allende (2004), Die Malfuria-Trilogie von Christoph Marzi (2007), Die Geheimnisse des Nicholas Flamel von Michael Scott (2008) und Das letzte Einhorn von Peter S. Beagle (2009) interpretiert Fröhlich auch Werke anderer literarischer Gattungen. 2007 las er das Johannes-Evangelium der BasisBibel für die Deutsche Bibelgesellschaft. 2009 veröffentlichte er seine Edition handverlesen mit den bislang erschienenen Titeln Netzkarte von Sten Nadolny, Naiv.super und Doppler von Erlend Loe sowie Tunnel: Abgrund das Licht der Finsternis von Roderick Gordon und Brian Williams und Tunnel oder Der Tag, als Mutter von mir ging von Fréderic Klein. Fröhlich wird häufig für Werke eingesetzt, die aus der Ich-Perspektive erzählen.
Für seine Interpretation des Walter-Moers-Romans Der Schrecksenmeister wurde Fröhlich in der Kategorie „Bester Interpret“ für den Deutschen Hörbuchpreis 2009 nominiert, für seine Lesung Doppler von Erlend Loe ging er 2010 in gleicher Kategorie als Sieger hervor.
Aufmerksamkeit erlangte ferner die Gemeinschaftsproduktion Kuckuck, Krake, Kakerlake nach Bibi Dumon Tak, die unter anderem mit dem Deutschen Hörbuchpreis 2011 als bestes Kinderhörbuch, dem Preis der deutschen Schallplattenkritik 2011 sowie als Kinderhörbuch des Jahres 2010 der Hörbuchbestenliste ausgezeichnet wurde. Zu weiteren seiner dort geführten Titel gehören unter anderem Eine wie Alaska von John Green, abends um 10 von Kate de Goldi und Den Mond aus den Angeln heben von Gregory Hughes.
Mit Das Labyrinth der Träumenden Bücher wurde Fröhlich 2011 für die Vertonung eines weiteren Zamonien-Romans von Walter Moers verpflichtet. 2012 interpretierte er unter anderem den Abenteuerroman Die Schatzinsel von Robert L. Stevenson, der im Mai desselben Jahres ebenfalls auf der Hörbuchbestenliste erschien und eine Nominierung für den Hörkulino 2013 erzielte, den Publikumspreis des Deutschen Buchhandels. Im Jahr 2013 nahm er die vollständige Lesung von Tad Williams’ Romanfolge Das Geheimnis der Großen Schwerter auf, welche in vier Teilen beim Hörverlag erschienen ist.
Für die kulinarische Wort-Musik-Reihe Länder hören – Kulturen entdecken im Silberfuchs-Verlag nahm Fröhlich zwei Sachhörbücher auf – 2010 Australien hören und 2013 Brasilien hören. 2016 vertonte er Jean-Claude Grumbergs Kinderbuch Ein neues Zuhause für die Kellergeigers zum Thema Flüchtlinge, das von der hr2-Hörbuchbestenliste mit dem 2. Platz ausgezeichnet wurde.

### Synchronisation

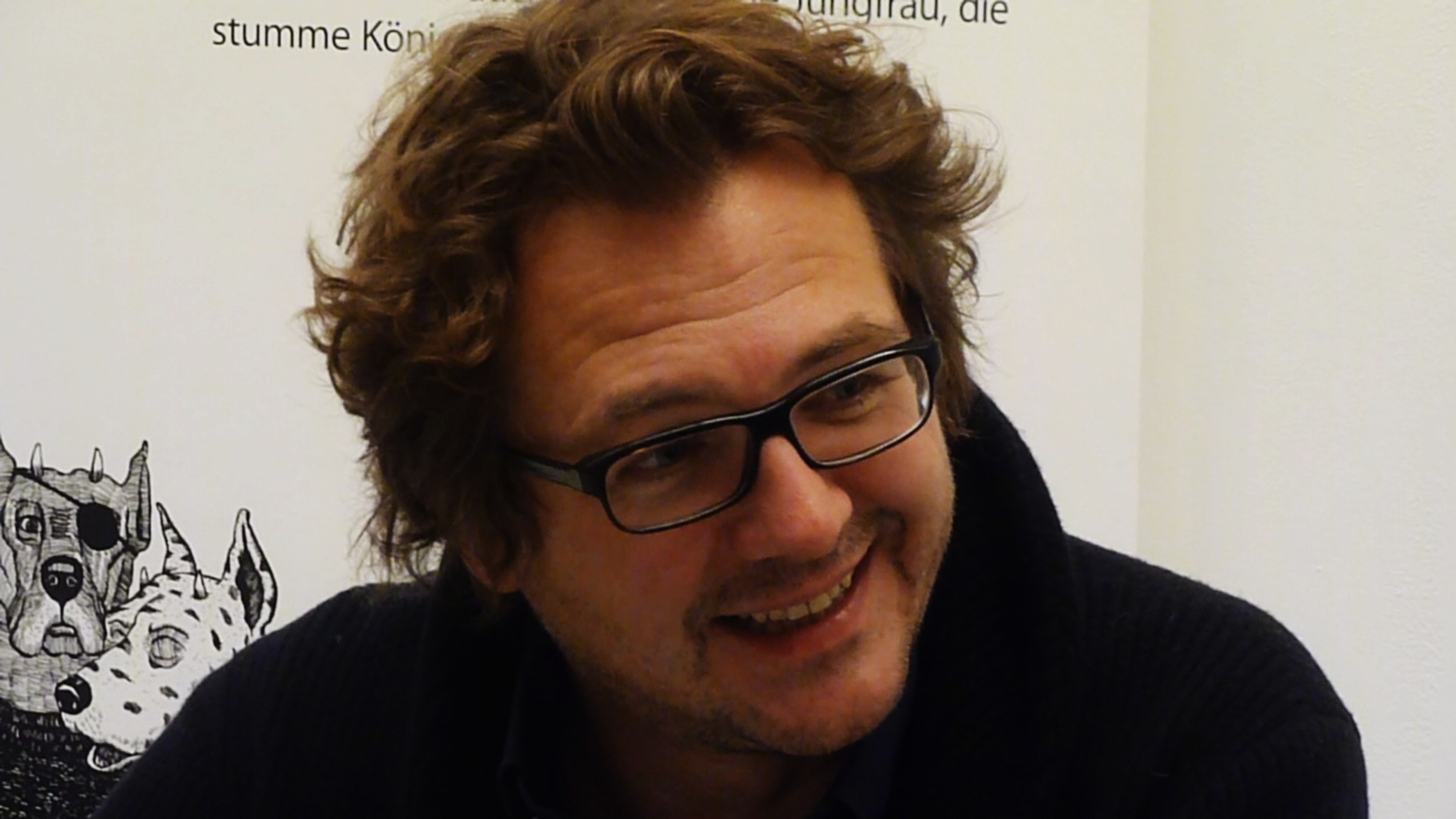
Andreas Fröhlich (2011)

Im Alter von acht Jahren gab Andreas Fröhlich in Der Tiger ist los sein Debüt als Synchronsprecher. 1976 übernahm er als Elfjähriger die Rolle des Tierkinds Dash in der ersten Synchronfassung der Zeichentrickserie Kimba, der weiße Löwe. Es folgten Engagements für Kinder- und Jugendrollen, darunter die des jungen Noodles in der ersten Synchronfassung von Es war einmal in Amerika (1984). Nach einer Reihe von wechselnden Einsätzen in den 1980er Jahren löste Fröhlich 1989 Hans-Georg Panczak für Richard Thomas in der US-amerikanischen Serie Die Waltons ab, deren weitere Ausstrahlung sich jedoch bis 1994 verzögerte. Anfang der 1990er Jahre wurde Fröhlich zudem in allen acht Staffeln der Sitcom Full House auf Hauptdarsteller John Stamos besetzt. 1994 folgte mit der Synchronisation von Scott Wolf in der US-Produktion Party of Five ein weiteres mehrjähriges Engagement. In der Erfolgsserie Ally McBeal war Fröhlich ab Ende der 1990er für James LeGros zu hören, ab 2001 für David Anthony Higgins in Malcolm mittendrin und ab 2002 für Richard Coyle in Coupling – Wer mit wem?.
Seit Zwielicht (1996) ist Andreas Fröhlich bis auf wenige Ausnahmen die deutsche Feststimme von Edward Norton, unter anderem in Fight Club (1999), Glauben ist alles! (2000), Das Gesetz der Ehre (2008) und Birdman (2014) sowie seit Con Air (1997) von John Cusack, darunter in High Fidelity (2000), America’s Sweethearts (2001) und 2012 (2009). Darüber hinaus synchronisierte er seit Der Club der toten Dichter (1989) wiederkehrend Ethan Hawke, unter anderem in Gattaca (1997), Hamlet (2000) und Tödliche Entscheidung (2007). Besondere Aufmerksamkeit erzielte Andreas Fröhlich durch die Synchronisation von Andy Serkis als Gollum / Sméagol in Der Herr der Ringe. Für die Filmtrilogie von Peter Jackson zeichnete er in der deutschsprachigen Fassung als Synchronregisseur und als Dialogbuchautor verantwortlich. Für Der Herr der Ringe: Die zwei Türme erhielt er 2003 den Deutschen Preis für Synchron in der Kategorie „Herausragendes Synchrondrehbuch“. Zu seinen weiteren Werken als Regisseur und Autor zählten seit 1995 unter anderem die deutschen Sprachfassungen zu Ein Sommernachtstraum (1999), The Beach (2000), King Kong (2005) und Der Sternwanderer (2007). Ende der 2000er Jahre zog sich Andreas Fröhlich aus diesem Betätigungsfeld zurück. Im Herr-der-Ringe-Prequel Der Hobbit – Eine unerwartete Reise (2012) synchronisierte er die Figur Gollum, die Dialogregie übernahm dabei seine Schwester Katrin Fröhlich.
In Avengers: Age of Ultron übernahm er 2015 die deutsche Stimme der künstlichen Intelligenz Ultron.

### Theater, Film und Fernsehen
Neben seiner Beschäftigung im Synchron- und Hörspielgewerbe agierte Fröhlich Ende der 1980er Jahre als Schauspieler am Fränkischen Theater Schloss Maßbach, darunter in der Rolle des Bleichenwang in Shakespeares Was ihr wollt, als Kalle in Carl Zuckmayers Hauptmann von Köpenick, als Basilio in Figaros Hochzeit und als Andres in Georg Büchners Woyzeck. Nach seinen ersten Auftritten in Kindersendungen wie der Sesamstraße, Lemmi und die Schmöker und Das feuerrote Spielmobil ab Mitte der 1970er Jahre, übernahm Andreas Fröhlich bis 1990 zudem sporadisch Gastrollen in Film und Fernsehen, darunter als betrunkener Partygast in der Folge „Krach im Haus“ der TV-Serie Ich heirate eine Familie (1986), in Die Wicherts von nebenan (1986) oder Ein Fall für zwei (1990). Einen Cameo-Auftritt als Schrottplatzkunde absolvierte Fröhlich 2007 in der Verfilmung Die drei ??? – Das Geheimnis der Geisterinsel.

### Werbung
In der Werbung stellte Fröhlich seine Stimme unter anderem der Versicherung Ergo Group, der Fastfood-Kette Burger King, dem Energie-Unternehmen Shell, der Schuh-Ladenkette Deichmann, der Parfum- und Modemarke Bruno Banani, dem Autohersteller Audi, den Nahrungsmittelherstellern Kühne und Dr. Oetker, den Mobilfunknetzbetreibern O₂ und Hutchison Drei Austria und dem Versandhandel Amazon zur Verfügung.

### Privatleben
Andreas Fröhlich lebt in Berlin und ist mit der Schauspielerin Anna Carlsson liiert. Sie haben eine gemeinsame Tochter. Er ist der ältere Bruder der Synchronsprecherin und Schauspielerin Katrin Fröhlich.

## Filmografie
- 1973: Sesamstraße (Fernsehserie)

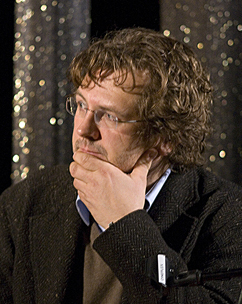
Andreas Fröhlich 2007

- 1974: Sergeant Berry (Fernsehserie, Folge 2x10)
- 1975: Bitte keine Polizei (Fernsehserie, 13 Folgen)
- 1975, 1979: Lemmi und die Schmöker (Fernsehserie, 2 Folgen)
- 1983: Ich heirate eine Familie (Fernsehserie)
- 1984: Eine Klasse für sich (Fernsehserie, 4 Folgen)
- 1985: Dagmar (Fernsehfilm)
- 1986: Ich heirate eine Familie (Fernsehserie, Folge 4x03)
- 1988: Die Katrin wird Soldat (Fernsehserie)
- 1989: Die Wicherts von nebenan (Fernsehserie, 10 Folgen)
- 1990: Ein Fall für zwei (Fernsehserie, Folge 10x05)
- 2003: Familienkreise (Fernsehfilm)
- 2007: Die drei ??? – Das Geheimnis der Geisterinsel (Cameo-Auftritt)
- 2017: Bullyparade – Der Film (Erzähler)

## Sprechrollen (Auswahl)

### Hörspiele
- 1979–2005, seit 2008: Die drei ??? als Bob Andrews
- 1982–1984: Die Funk-Füchse (6 Folgen) als Kemal Jürtigür
- 1983: Tom und Locke (Folge 1) als Oswald Hüven
- 1983: Tom und Locke (Folge 4) als Detlef
- 1985: Tom und Locke (Folge 8) als Schretter
- 1987: TKKG (Folge 44) als Jan
- 1987: TKKG (Folge 50) als Bert
- 1987: TKKG (Folge 53) als Nante
- 2000: Gilbert Adair: Blindband – Regie: Angeli Backhausen (WDR)
- 2005: Die Ferienbande (Folge 2) als Erster
- 2006–2007: DiE DR3i als Bob Andrews
- 2007: Kai Meyer: Die Vatikan-Verschwörung als Jupiter (Lübbe Audio)
- seit 2008: Hui Buh als Erzähler
- 2008: Fünf Freunde (Folge 75) als Radio-Sprecher
- 2010: Die Ferienbande (Folge 10) als Bob Andrews
- 2011: Fünf Freunde (Folge 91) als Tourist
- 2018: Der dunkle Wald. Trisolaris-Trilogie nach Liu Cixin, Regie: Martin Zylka (Hörspiel – WDR)[24]
- 2019: Die Gruselserie (Folge 1) als Gerhard
- seit 2020: Moriarty – Zwischen Genie und Verbrechen als Moriarty
- seit 2021: Sandman als Morpheus / Dre am / der Herr der Träume
- 2022: Die Schule der magischen Tiere: Endlich Ferien: Max & Muriel, als Erzähler

### Synchronrollen (Auswahl)
John Cusack
- 1997: Con Air … als Vince Larkin
- 2000: High Fidelity … als Rob Gordon
- 2001: Weil es Dich gibt … als Jonathan Trager
- 2001: America’s Sweethearts … als Eddie Thomas
- 2003: Das Urteil – Jeder ist käuflich … als Nicholas Easter
- 2006: The Contract … als Ray Keene
- 2007: Zimmer 1408 … als Mike Enslin
- 2009: 2012 … als Jackson Curtis
- 2012: The Factory … als Mike Fletcher
- 2015: Love & Mercy … als Brian Wilson
- 2017 (Deutsch 2020): Blood Money - Lauf um dein Leben … als Miller

Edward Norton
- 1996: Zwielicht … als Aaron Stampler
- 1999: Fight Club … als Jack/Erzähler
- 2000: Glauben ist alles! … als Brian Finn
- 2008: Das Gesetz der Ehre … als Ray Tierney
- 2012: Moonrise Kingdom … als Scout Master Ward
- 2021: The French Dispatch … als Der Chauffeur
- 2022: Glass Onion: A Knives Out Mystery … als Miles Bron
- 2023: Asteroid City … als Conrad Earp

Ethan Hawke
- 1989: Der Club der toten Dichter … als Todd Anderson
- 1997: Gattaca … als Vincent Freeman
- 2000: Hamlet … als Hamlet
- 2007: Tödliche Entscheidung – Before the Devil Knows You’re Dead … als Henry „Hank“ Hanson
- 2009: Gesetz der Straße – Brooklyn’s Finest … als Sal Procida

Andy Serkis
- 2001–2003: Der Herr der Ringe Trilogie … als Gollum/Smeagol
- 2012: Der Hobbit: Eine unerwartete Reise … als Gollum

weitere Rollen
- 1995–1998: Sailor Moon – Kazunari Tanaka … als Wachmann (Episode „3“, Staffel 1)
- 2006: Der Teufel trägt Prada – Simon Baker … als Christian Thompson
- 2015: Avengers: Age of Ultron – James Spader … als Ultron
- 2015: Cinderella (2015) – Ben Chaplin … als Cinderellas Vater
- 2000–2006: Malcolm mittendrin – David Anthony Higgins … als Craig Feldspar
- 2023: Atlas Fallen … als Nyaal
- 2024: They See You …  John Lynch … als Professor Kilmartin

## Hörbücher & Hörspiele (Auswahl)
- 2004–2005: Kai Meyer: Wellenläufer (Trilogie, Hörbücher, Audible)
- 2005–2011: Christopher Paolini: Eragon-Tetralogie (Hörbücher), Random House Audio
- 2008: Rebecca Gablé: Von Ratlosen und Löwenherzen, Lübbe Audio
- 2009–2011: Kai Meyer: Arkadien-Trilogie
- 2012: John Stephens: Emerald (Robbie, Wallace) – Regie: Robert Schoen (Kinderhörspiel (3 Teile) – SWR/WDR)
- 2012 (Audible): Robert Louis Stevenson: Die Schatzinsel Oetinger Audio, ISBN 978-3-8373-0607-1. (Hörbuch)
- 2013: Tad Williams: Das Geheimnis der Großen Schwerter (4 Bände)
- 2016: Jean-Claude Grumberg, Ein neues Zuhause für die Kellergeigers, Sauerländer audio, ISBN 978-3-8398-4863-0 (Hörbuch) (hr2-Hörbuchbestenliste)
- 2016: Ivar Leon Menger, Anette Strohmeyer, Raimon Weber – Monster 1983 II – Serienschöpfer/Autor/Regie: Ivar Leon Menger (Hörspiel (3 Staffeln) – Audible Studios)
- 2017: Ivar Leon Menger, Anette Strohmeyer, Raimon Weber – Monster 1983 III – Serienschöpfer/Autor/Regie: Ivar Leon Menger (Hörspiel (3 Staffeln) – Audible Studios)
- 2017–2020: Tad Williams: Der letzte König von Osten Ard (5 Bände, Hörbücher)
- 2017: H. G. Wells: Der Krieg der Welten, Der Audio Verlag, ISBN 978-3-86231-848-3 (Hörbuch)
- 2018–2019: Kallie George: Das kleine Waldhotel – Ein neues Zuhause für Mona Maus (Band 1 der Serie Das kleine Waldhotel), Sauerländer audio, ISBN 978-3-8398-4915-6 (Hörbuch)
- 2019: Megumi Iwasa: Viele Grüße von der Seehundinsel, Sauerländer audio, ISBN 978-3-8398-4955-2 (Kinderhörspiel)
- 2019: Max von Thun: Der Sternenmann, Sauerländer audio, ISBN 978-3-8398-4958-3 (Kinderhörspiel)
- 2019: Silke Lambeck Mein Freund Otto, das wilde Leben und ich – Argon Verlag, ISBN 978-3-8398-4212-6.
- 2019 (Audible): Christopher Paolini Die Gabel, die Hexe und der Wurm. Geschichten aus Alagaësia. Band 1: Eragon (Hörbuch, Random House Audio, 2021)
- 2019: Mary Virginia Carey Die drei ??? …und der Karpatenhund – Europa (Hörbuch)
- 2020: Barack Obama: Ein verheißenes Land, Der Hörverlag, ISBN 978-3-8445-2965-4 (Hörbuch)
- 2020: Fee Krämer: Rille – Die Dschungelfreunde sind los! (Band 1 der Serie Rille), Argon Verlag, ISBN 978-3-8398-4232-4 (Hörbuch)
- 2021: Annette Pehnt: Hieronymus oder Wie man wild wird, Hörbuch Hamburg, ISBN 978-3-7456-0271-5
- 2021: Fee Krämer: Rille – Ein Dschungel voller Abenteuer (Band 2 der Serie Rille), Argon Verlag, ISBN 978-3-8398-4233-1 (Hörbuch)
- 2021: Margit Auer: Die Schule der magischen Tiere, Hörbuch Hamburg, ISBN 978-3-7456-0235-7 (Hörbuch)
- 2021 & 2022: Neil Gaiman, Dirk Maggs: Sandman (Audible-Hörspiel, 2 Staffeln)
- 2021: Dawn Casey: Wir warten auf Weihnachten: mit den schönsten Wintergeschichten aus aller Welt, der Hörverlag, ISBN 978-3-8371-5807-6 (Hörbuch, gemeinsam mit Anna Carlsson)
- 2022: Michael Engler: Wir zwei – Ein Jahr voller Geschichten, Der Audio Verlag, ISBN 978-3-7424-2279-8 (Hörbuch)
- 2022: Margit Auer: Die Schule der magischen Tiere 2: Das Hörbuch zum Film, Hörbuch Hamburg, ISBN 978-3-7456-0407-8 (Hörbuch)
- 2022: Inés Garland: Lilo – Glück kann man schnuppern, Sauerländer audio, ISBN 978-3-8398-4412-0 (Hörbuch)
- 2023: Walter Moers: Der Schrecksenmeister (Zamonien 5), Der Hörverlag, ISBN 978-3-8445-3820-5 (Hörbuch)
- 2023: Walter Moers: Die Insel der Tausend Leuchttürme, Der Hörverlag, ISBN 978-3-8445-2971-5 (Hörbuch)
- 2024: Tad Williams: Im Dunklen Tal 2, Der Hörverlag, ISBN 978-3-8445-5057-3 (Hörbuch-Download, Der letzte König von Osten Ard 3)
- 2024: Heino Falcke und Dagmar Falcke: Kekskrümel im All – Wie groß ist die Unendlichkeit?, Argon Verlag/Sauerländer audio, ISBN 978-3-8398-4429-8 (Hörbuch)
- 2025: Ute Krause: Die Muskeltiere. Tierisch gute 5-Minuten-Geschichten, cbj audio, ISBN 978-3-7599-0001-2

## Tourneen
- Deutschland: Die drei ??? – Master of Chess – Live & Unplugged (2002, 2003)
- Deutschland: Die drei ??? – … und der Super-Papagei 2004 – Live (2004)
- Deutschland: Die drei ??? – … und der seltsame Wecker – Live and Ticking (2009, 2010)
- Deutschland: Die drei ??? – Phonophobia – Sinfonie der Angst (2014, 2015)
- Deutschland: Die drei ??? – … und der dunkle Taipan – Live (2019, 2020, 2022)
- Deutschland: Bobcast live (2023, 2024)

## Diskografie

### Singles
- 2009: Worte nur Worte (feat. Jens Wawrczeck)

## Auszeichnungen
Als Mitwirkender der Hörspielserie Die drei ??? wurde Fröhlich mit zahlreichen Preisen ausgezeichnet, darunter mehr als einhundert Gold- und Platinschallplatten für über 35 Millionen verkaufte Tonträger seit 1979.

### Synchron
- 2003: Deutscher Preis für Synchron in der Kategorie „Herausragendes Synchrondrehbuch“ für Der Herr der Ringe: Die zwei Türme
- 2005: Die Silhouette in der Kategorie „Synchronschauspieler Film“ für John Cusack in Identität
- 2005: Die Silhouette in der Kategorie „Synchronschauspieler Serie“ für Richard Coyle in Coupling – Wer mit wem?
- 2005: Die Silhouette in den Kategorien „Dialogbuch und Dialogregie Film“ für Der Herr der Ringe Teil 3
- 2006: Die Silhouette in der Kategorie „Dialogregie Film“ für King Kong
- 2007: Die Silhouette in der Kategorie „Synchronschauspieler Film“ für Andy Serkis als Gollum in Der Herr der Ringe
- 2008: Die Silhouette in der Kategorie „Dialogbuch Film“ für Der Sternwanderer

### Hörbuch und Hörspiel
- 2005: Hörspiel Award in der Kategorie „Bester Sprecher in einer Hauptrolle“ für Bob Andrews in Die drei Fragezeichen
- 2007: Ohrkanus in der Kategorie „Bester Sprecher“ in einer Hauptrolle für helden.tot
- 2008: Ohrkanus in der Kategorie „Beste Lesung“ (Kinder/Jugendliche) für Dschinnland von Kai Meyer
- 2010: Deutscher Hörbuchpreis in der Kategorie „Bester Interpret“ für Doppler von Erlend Loe[1]
- 2010: Guinness-Urkunde für das größte Live-Hörspiel
- 2010: Kinderhörbuch des Jahres der Hörbuchbestenliste für die Gemeinschaftsproduktion Kuckuck, Krake, Kakerlake
- 2011: Deutscher Hörbuchpreis für die Gemeinschaftsproduktion Kuckuck, Krake, Kakerlake[12]
- 2011: Preis der deutschen Schallplattenkritik für die Gemeinschaftsproduktion Kuckuck, Krake, Kakerlake
- 2013: Ohrkanus in der Kategorie „Bester Sprecher“ als Dr. Jekyll und Mr. Hyde in „Meister der Angst“[27]
- 2016: hr2-Hörbuchbestenliste 2. Platz für Ein neues Zuhause für die Kellergeigers
- 2018: Deutscher Hörbuchpreis in der Kategorie „Bester Interpret“ für Prinzessin Insomnia & der alptraumfarbene Nachtmahr von Walter Moers[28]